# Rodolfo Roberti
Rodolfo Roberti (Roma, 14 febbraio 1946 – Roma, 14 aprile 2013) è stato un regista e sceneggiatore italiano.

## Biografia
Negli anni settanta comincia come assistente di alcuni importanti registi italiani, con cui collabora anche a diverse sceneggiature. Fa parte del Gruppo Trousse, il progetto artistico-teatrale di Renato Mambor, in cui sperimenta il linguaggio performativo teatrale (come per esempio in Nonostante Gramsci di Adele Cambria). La passione per la musica popolare e cantautorale, la familiarità con il Folkstudio e l'amicizia che lo lega a cantautori e musicisti (Corrado Sannucci, Ivan della Mea, Giorgio Lo Cascio, Giovanna Marini, Piero Brega, Francis Kuipfer) alimentano la sua ricerca.
Tra la fine degli'anni settanta e gli inizi degli anni ottanta comincia a collaborare con la Rai. È regista e autore di numerose trasmissioni radiofoniche, tra le quali, Speciale... un certo discorso (Radio 3), La cerchiatura del quadro (Radio 3), Prova generale di una cospirazione (Radio 1).
L'interesse mai sopito per la musica, l'incontro e l'amicizia con Alberto Rodriguez (giornalista e cultore di jazz), lo portano in Sardegna, dove, dagli inizi degli anni ottanta fino alla scomparsa, per il Festival Jazz'in Sardegna e EJE' European Jazz Expò, ha curato la regia e la documentazione dei concerti di artisti come Miles Davis, Chick Corea, Al Di Meola, Gil Evans, B.B. King, Randy Weston, Enrico Rava, Paolo Fresu, Antonello Salis, Rita Marcotulli e molti altri di fama internazionale. Per la XX edizione di Jazz'in Sardegna, realizza Il vento e le onde, un film-documentario sul rapporto tra le isole e la musica, con la partecipazione di molti musicisti da Arturo Sandoval, Dizzy Gillespie, Hermeto Pacoal, Art Ensemble of Chicago, Lester Bowie, ecc. Nel 2007 la rivista Musica Jazz ne ha pubblicato l'inserto e il DVD (N.10, ottobre 2007).
Sempre nell'ambito di Jazz'in Sardegna, alla fine degli anni 'ottanta, firma la regia di Play with Gershwin, uno dei primi esperimenti di videografica elettronica e musica: concerto dal vivo di Enrico Rava, Furio di Castri, Steve Lacy e Paul Motion con video-proiezioni e l'intervento della matita di Altan.
Verso la metà degli anni ottanta, in collaborazione con Guido Vanzetti si dedica alle nuove tecnologie realizzando come copywriter e regista filmati pubblicitari ed istituzionali (per Iveco, Ferrari, Fiorucci, IBM) e il film Zero o uno. Utilizza l'elettronica sperimentale sia alla radio (una prima forma di computer parlante interviene in modo estemporaneo durante le sue trasmissioni) che in televisione per sigle o trasmissioni (Storie di eroi, nuvole e cartoni sul mondo del fumetto).
Per la televisione è regista e autore di alcune trasmissioni, tra le altre, Alta classe (ideata, scritta e condotta da Gianni Minà), Tesori di famiglia. È autore e regista del film Il dito è ammutolito, realizzato per la televisione prima della legge Basaglia nell'ex ospedale psichiatrico S. Maria della Pietà a Roma e nell'ex ospedale psichiatrico di via Pindemonte a Palermo, con la partecipazione di attori professionisti, ricoverati e infermieri. La pellicola viene selezionata al Premio Italia.
Nei primi anni novanta vince il quinto premio al Funny Film Festival con il film Stiamo attraversando un brutto periodo . Realizza il video-fumetto Gardenia. Si dedica inoltre alla fiction come sceneggiatore e regista di alcune serie televisive come I ragazzi del muretto (prima e seconda serie).
Dal 2006 cura la narrazione delle immagini e la regia di S'ARD, progetto musicale di Mauro Palmas sotto la cui direzione, nelle varie singolari collocazioni sia fisiche che musicali, si sono esibiti sul palco i migliori musicisti e solisti sardi e avvicendati ospiti speciali come Andrea Parodi, Omar Sosa, Gavino Murgia, Franca Masu, Patrizia Laquidara, Nando Citarella, Enzo Avitabile. Prodotto da S'ARD Music, etichetta per la quale nel corso degli anni ha realizzato video musicali, tra gli altri quello per il CD Rosa Resolza di Elena Ledda e Andrea Parodi. 
Per il teatro, ha curato la campagna promozionale del Ministero dei Beni Culturali e il Consiglio dei Ministri realizzando 10 spot interpretati da dieci attori tra cui: Claudia Cardinale, Gabriele Lavia, Massimo Dapporto, Lucrezia Lante della Rovere, Glauco Mauri, Mariangela Melato, e alcuni altri per la campagna promozionale dello spettacolo dal vivo con Giorgio Albertazzi, Gianni Letta, Katia Ricciarelli, Arturo Brachetti.
Nel 2010 per Marina Cafè Noir - Festival delle letterature applicate, nel quartiere della Marina a Cagliari, realizza uno spot e partecipa a un reading su Piero Ciampi con Marco Rovelli e Paolo Archetti Maestri (Yo Yo Mundi).
Negli ultimi anni si è dedicato alla stesura di diverse sceneggiature. È coautore della sceneggiatura per il film Estela, una vida, ispirato alla vita della presidente delle Abuelas di Plaza de Majo e di sua figlia Laura, desaparecida durante il regime militare in Argentina. Per la Red por la identidad delle Abuelas di Plaza de Majo e l'associazione 24Marzo ha realizzato alcuni spot .

## Filmografia

### Cinema
- Stiamo attraversando un brutto periodo (1990)
- Il vento e le onde - documentario (2007)

### Televisione
- Il dito è ammutolito - documentario
- Il Grande Gigante Gentile - serie TV
- Blu Play - programma TV (1983)
- Storie di eroi, nuvole e cartoni - programma TV (1984)
- I ragazzi del muretto - serie TV (1991-1993)
- Alta classe - programma TV (1992)
- Il cielo non cade mai - serie TV (1992)
- Tesori di famiglia - programma TV (1993)
- Addio e ritorno - film TV (1996)[7]
- Un amore rubato - film TV (1996)
- Dove comincia il sole - serie TV (1997)

### Altro
- Gardenia - video fumetto

## Radio
- Speciale... un certo discorso
- La cerchiatura del quadro
- Prova generale di una cospirazione